# كلارك توبين
كلارك توبين (بالإنجليزية: Clark Walworth Tobin)‏ هو مدرب رياضي أمريكي، ولد في 1887 في بوسطن في الولايات المتحدة، وتوفي في 25 يناير 1952 في أورانج الجنوبية ‏ في الولايات المتحدة.